# Ölbergkapelle (Höchstädt an der Donau)

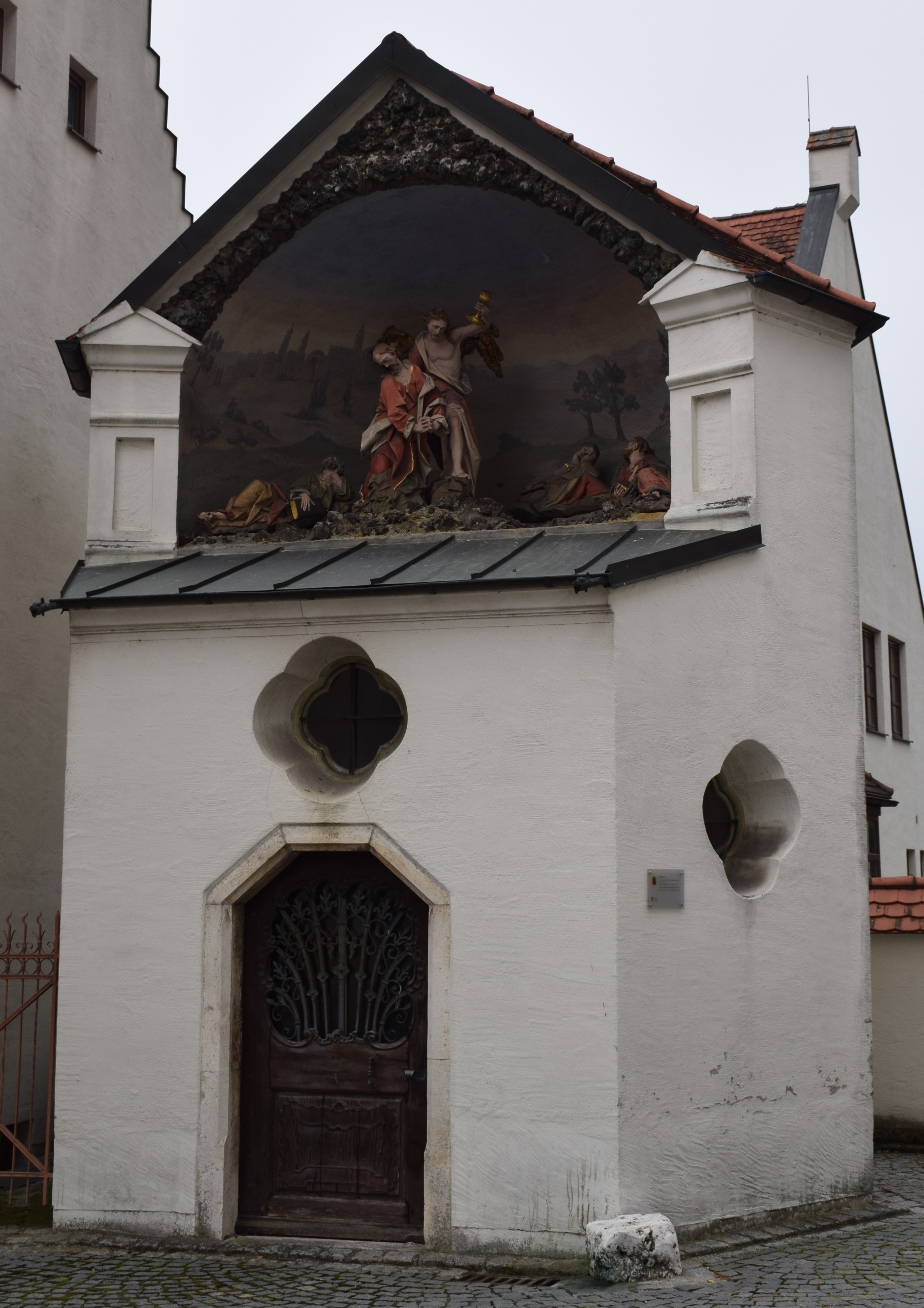
Ölbergkapelle in Höchstädt an der Donau

Die Ölbergkapelle steht in Höchstädt an der Donau im schwäbischen Landkreis Dillingen an der Donau von Bayern. Das Bauwerk ist in der Liste der Baudenkmäler in Höchstädt an der Donau als Baudenkmal unter der Nr. D-7-73-139-27 eingetragen.

## Beschreibung
Die Kapelle auf polygonalem Grundriss wurde nach dem Ende des  Dreißigjährigen Krieges 1664 errichtet. Im Innenraum des Erdgeschosses befindet sich eine geschnitzte Pietà aus dem 1. Viertel des 18. Jahrhunderts. Im Giebelfeld befindet sich ein Relief mit einer Ölberggruppe. Dargestellt sind Jesus und ein Engel mit einem Kelch in der erhobenen Hand und die schlafenden Jüngern zu Füßen Jesu. Das Relief wurde ursprünglich Johann Michael Fischer zugeschrieben, heute wird Franz Karl Schwertle als Bildhauer angenommen. 
Das Erdgeschoss der Kapelle dient seit 1955 als Kriegerdenkmal.